# 皮埃爾·羅克
皮埃爾·奧古斯特·羅克（法語：Pierre Auguste Roques；1856年12月28日—1920年2月26日），是一位法國陸軍將領，在第一次世界大戰前期西線戰場擔任戰爭部長。